# Iceland International 2015
Die Iceland International 2015 im Badminton fanden vom 22. bis zum 25. Januar 2015 in Reykjavík statt.

## Sieger und Platzierte
| Disziplin    | Gold                              | Silber                            | Bronze                                |
| ------------ | --------------------------------- | --------------------------------- | ------------------------------------- |
| Herreneinzel | Milan Ludík                       | Matthias Almer                    | Kęstutis Navickas                     |
| Herreneinzel | Milan Ludík                       | Matthias Almer                    | Mikael Westerbäck                     |
| Dameneinzel  | Mette Poulsen                     | Nanna Vainio                      | Akvilė Stapušaitytė                   |
| Dameneinzel  | Mette Poulsen                     | Nanna Vainio                      | Amalie Hertz Hansen                   |
| Herrendoppel | Martin Campbell Patrick MacHugh   | Frederik Aalestrup Kasper Dinesen | Alexander Bond Joel Eipe              |
| Herrendoppel | Martin Campbell Patrick MacHugh   | Frederik Aalestrup Kasper Dinesen | Nicklas Mathiasen Lasse Mølhede       |
| Damendoppel  | Lena Grebak Maria Helsbøl         | Emilie Juul Møller Cecilie Sentow | Amalie Hertz Hansen Ditte Søby Hansen |
| Damendoppel  | Lena Grebak Maria Helsbøl         | Emilie Juul Møller Cecilie Sentow | Sara Ortvang Claudia Paredes          |
| Mixed        | Nicklas Mathiasen Cecilie Bjergen | Lasse Mølhede Trine Villadsen     | Oliver Schaller Céline Burkart        |
| Mixed        | Nicklas Mathiasen Cecilie Bjergen | Lasse Mølhede Trine Villadsen     | Patrick MacHugh Rebekka Findlay       |

## Ergebnisse

### Herreneinzel Qualifikation
- Mikkel Stoffersen –  Robert Ingi Huldarsson: 21-19 / 21-14
- Xuan Nguyen David Phuong –  Jonathan Avery: 21-17 / 21-17
- Mark Mohr Laursen Damgaard –  Kristjan Adalsteinsson: 21-12 / 21-15
- Kristófer Darri Finnsson –  Ross Green: 21-16 / 21-18
- Marcus Jansson –  Jonas Baldursson: 21-13 / 17-21 / 21-16
- Frederik Aalestrup –  Ragnar Hardarson: 21-10 / 21-11
- Joel Eipe –  Daniel Johannesson: 21-11 / 19-21 / 21-16
- Jeppe Bruun –  Eidur Isak Broddason: 21-14 / 21-16
- Ben Torrance –  Atli Jóhannesson: 21-16 / 21-13
- Aske Høgsted Lauritsen –  Heioar Sigurjonsson: 21-5 / 21-6
- Petter Yngvesson –  Tomas Bjorn Gudmundsson: 21-19 / 21-7
- Mikkel Stoffersen –  Palmi Gudfinnsson: 21-12 / 21-6
- Mark Mohr Laursen Damgaard –  Vignir Haraldsson: 21-13 / 21-7
- Egill Gudlaugsson –  Marcus Jansson: 23-21 / 14-21 / 21-17
- Birkir Steinn Erlingsson –  Sigurdur Sverrir Gunnarsson: 21-16 / 21-6
- Kári Gunnarsson –  Joel Eipe: 21-11 / 11-3 Ret.
- Jeppe Bruun –  Ben Torrance: 21-15 / 21-19
- Aske Høgsted Lauritsen –  Josh Neil: 27-25 / 21-11
- Petter Yngvesson –  Joel König: 21-9 / 21-18
- Mikkel Stoffersen –  Davíð Bjarni Björnsson: 21-8 / 21-12
- Mark Mohr Laursen Damgaard –  Xuan Nguyen David Phuong: 21-3 / 21-9
- Kristófer Darri Finnsson –  Egill Gudlaugsson: 21-17 / 21-11
- Frederik Aalestrup –  Birkir Steinn Erlingsson: 21-12 / 24-22
- Kári Gunnarsson –  Jeppe Bruun: 21-18 / 21-16
- Aske Høgsted Lauritsen –  Petter Yngvesson: 17-21 / 21-12 / 21-16

### Herreneinzel
- Kęstutis Navickas –  Mikkel Stoffersen: 18-21 / 21-18 / 21-13
- Jordy Hilbink –  Michael Spencer-Smith: 21-18 / 21-13
- Kim Bruun –  Alexander Bass: 21-19 / 21-18
- Ernesto Velazquez –  Kári Gunnarsson: 15-21 / 21-8 / 21-14
- Flemming Quach –  Mathias Bonny: 21-10 / 21-18
- Kasper Dinesen –  David Kim: 21-13 / 21-18
- Matthias Almer –  Sam Parsons: 21-15 / 21-19
- Mark Mohr Laursen Damgaard –  Kristófer Darri Finnsson: 21-12 / 21-13
- Mikael Westerbäck –  Luis Ramón Garrido: 18-21 / 21-18 / 21-15
- Christian Lind Thomsen –  Christian Kirchmayr: 21-5 / 21-15
- Aske Høgsted Lauritsen –  Pal Withers: 21-10 / 21-12
- Nick Fransman –  Mikkel Mikkelsen: 21-16 / 21-16
- Frederik Aalestrup –  Rudolf Dellenbach: 21-9 / 18-21 / 21-13
- Steffen Rasmussen –  Kalle Koljonen: 21-17 / 21-10
- Emre Vural –  Søren Toft Hansen: 21-17 / 21-16
- Milan Ludík –  Prakash Vijayanath: 21-13 / 21-9
- Kęstutis Navickas –  Jordy Hilbink: 7-21 / 22-20 / 21-14
- Kim Bruun –  Ernesto Velazquez: 21-17 / 11-21 / 21-13
- Kasper Dinesen –  Flemming Quach: 16-10 Ret.
- Matthias Almer –  Mark Mohr Laursen Damgaard: 21-16 / 21-10
- Mikael Westerbäck –  Christian Lind Thomsen: 21-18 / 21-16
- Aske Høgsted Lauritsen –  Nick Fransman: 19-21 / 21-17 / 21-17
- Steffen Rasmussen –  Frederik Aalestrup: 21-16 / 21-16
- Milan Ludík –  Emre Vural: 21-12 / 21-16
- Kęstutis Navickas –  Kim Bruun: 18-21 / 21-17 / 23-21
- Matthias Almer –  Kasper Dinesen: 10-21 / 21-5 / 21-19
- Mikael Westerbäck –  Aske Høgsted Lauritsen: 21-19 / 21-14
- Milan Ludík –  Steffen Rasmussen : 21-19 / 21-12
- Matthias Almer –  Kęstutis Navickas: 21-23 / 21-16 / 21-13
- Milan Ludík –  Mikael Westerbäck: 21-14 / 21-11
- Milan Ludík –  Matthias Almer: 21-9 / 21-19

### Dameneinzel Qualifikation
- Amalie Hertz Hansen –  Megan Channon: 21-8 / 21-4
- Arna Karen Johannsdottir –  Emily Beach: 21-12 / 21-13
- Amalie Hertz Hansen –  Sunna Osp Runolfsdottir: 21-8 / 21-11
- Arna Karen Johannsdottir –  Lina Dora Hannesdottir: 21-8 / 21-16

### Dameneinzel
- Akvilė Stapušaitytė –  Sigríður Árnadóttir: 21-17 / 21-10
- Sara Ortvang –  Jona Kristin Hjartardottir: 21-5 / 21-14
- Kerri Scott –  Shamim Bangi: 21-11 / 21-17
- Kristīne Šefere –  Nicole Ankli: 21-14 / 17-21 / 21-15
- Mette Poulsen –  Behnaz Pirzamanbein: 21-12 / 21-13
- Sara Högnadóttir –  Margret Finnbogadottir: 21-10 / 21-13
- Airi Mikkelä –  Arna Karen Johannsdottir: 21-5 / 21-5
- Ellinor Widh –  Sofie Holmboe Dahl: 17-21 / 21-18 / 21-17
- Trine Villadsen –  Margrét Jóhannsdóttir: 21-17 / 21-13
- Laura Vana –  Thorbjorg Kristinsdottir: 21-9 / 21-12
- Claudia Paredes –  Cendrine Hantz: 18-21 / 21-14 / 21-15
- Amalie Hertz Hansen –  Harpa Hilmisdottir: 21-12 / 21-9
- Sonja Pekkola –  Mathilde Bjergen: 21-17 / 21-12
- Nanna Vainio –  Nadia Fankhauser: 21-9 / 21-16
- Irina Amalie Andersen –  Ieva Pope: 21-10 / 21-14
- Anna Rankin –  Ayla Huser: 21-17 / 13-21 / 21-15
- Akvilė Stapušaitytė –  Sara Ortvang: 21-13 / 21-8
- Kerri Scott –  Kristīne Šefere: 21-18 / 21-10
- Mette Poulsen –  Sara Högnadóttir: 21-10 / 21-10
- Airi Mikkelä –  Ellinor Widh: 21-14 Ret.
- Trine Villadsen –  Laura Vana: 21-16 / 21-19
- Amalie Hertz Hansen –  Claudia Paredes: 17-21 / 21-18 / 21-14
- Nanna Vainio –  Sonja Pekkola: 21-9 / 21-11
- Irina Amalie Andersen –  Anna Rankin: 26-24 / 21-18
- Akvilė Stapušaitytė –  Kerri Scott: 21-6 / 21-13
- Mette Poulsen –  Airi Mikkelä: 19-21 / 21-18 / 21-12
- Amalie Hertz Hansen –  Trine Villadsen: 21-18 / 16-21 / 21-15
- Nanna Vainio –  Irina Amalie Andersen: 21-19 / 21-9
- Mette Poulsen –  Akvilė Stapušaitytė: 21-12 / 21-11
- Nanna Vainio –  Amalie Hertz Hansen: 23-25 / 21-12 / 21-17
- Mette Poulsen –  Nanna Vainio: 21-11 / 21-9

### Herrendoppel
- Palmi Gudfinnsson /  Robert Ingi Huldarsson –  Heioar Sigurjonsson /  Kjartan Valsson: 21-19 / 21-17
- Philip Seerup /  Mikkel Stoffersen –  Orri Orn Arnason /  Tomas Bjorn Gudmundsson: 21-4 / 21-8
- Luis Ramón Garrido /  Mikkel Kaersgaard Henriksen –  Thorkell Ingi Eriksson /  Snorri Tomasson: 21-8 / 21-6
- Pierrick Deschenaux /  Oliver Schaller –  Jonas Baldursson /  Birkir Steinn Erlingsson: 21-12 / 21-13
- Jeppe Bruun /  Mark Mohr Laursen Damgaard –  Kristjan Adalsteinsson /  Ivar Oddsson: 21-15 / 21-7
- Nicklas Mathiasen /  Lasse Mølhede –  Egill Gudlaugsson /  Ragnar Hardarson: 21-18 / 21-16
- Daniel Johannesson /  Einar Oskarsson –  Mathias Bonny /  Christian Kirchmayr: 21-19 / 21-17
- Frederik Aalestrup /  Kasper Dinesen –  Atli Jóhannesson /  Kári Gunnarsson: 21-12 / 21-13
- Bjarki Stefansson /  Daniel Thomsen –  Apinder Sabharwal /  Manmohan Sharma: w.o.
- Davíð Bjarni Björnsson /  Kristófer Darri Finnsson –  Mads Emil Christensen /  Jonas Arly: w.o.
- Martin Campbell /  Patrick MacHugh –  Palmi Gudfinnsson /  Robert Ingi Huldarsson: 21-10 / 21-17
- Philip Seerup /  Mikkel Stoffersen –  Vignir Haraldsson /  Xuan Nguyen David Phuong: 21-14 / 21-14
- Alexander Bond /  Joel Eipe –  Luis Ramón Garrido /  Mikkel Kaersgaard Henriksen: 21-10 / 21-16
- Jeppe Bruun /  Mark Mohr Laursen Damgaard –  Pierrick Deschenaux /  Oliver Schaller: 21-17 / 23-21
- Nicklas Mathiasen /  Lasse Mølhede –  Bjarki Stefansson /  Daniel Thomsen: 24-22 / 21-15
- Josh Neil /  Ben Torrance –  Daniel Johannesson /  Einar Oskarsson: 21-12 / 21-15
- Frederik Aalestrup /  Kasper Dinesen –  Eidur Isak Broddason /  Kjartan Palsson: 21-7 / 21-13
- Peter Briggs /  Tom Wolfenden –  Davíð Bjarni Björnsson /  Kristófer Darri Finnsson: 21-11 / 21-13
- Martin Campbell /  Patrick MacHugh –  Philip Seerup /  Mikkel Stoffersen: 21-14 / 21-12
- Alexander Bond /  Joel Eipe –  Jeppe Bruun /  Mark Mohr Laursen Damgaard: 21-16 / 21-9
- Nicklas Mathiasen /  Lasse Mølhede –  Josh Neil /  Ben Torrance: 21-7 / 21-12
- Frederik Aalestrup /  Kasper Dinesen –  Peter Briggs /  Tom Wolfenden: 22-20 / 21-17
- Martin Campbell /  Patrick MacHugh –  Alexander Bond /  Joel Eipe: 21-19 / 21-8
- Frederik Aalestrup /  Kasper Dinesen –  Nicklas Mathiasen /  Lasse Mølhede: 23-21 / 21-16
- Martin Campbell /  Patrick MacHugh –  Frederik Aalestrup /  Kasper Dinesen: 21-16 / 21-17

### Damendoppel
- Rebekka Findlay /  Caitlin Pringle –  Johanna Johannsdottir /  Sunna Osp Runolfsdottir: 21-11 / 21-15
- Emilie Juul Møller /  Cecilie Sentow –  Arna Karen Johannsdottir /  Margret Nilsdottir: 21-7 / 21-17
- Amalie Hertz Hansen /  Ditte Søby Hansen –  Sigríður Árnadóttir /  Rakel Jóhannesdóttir: 21-15 / 21-18
- Céline Burkart /  Cendrine Hantz –  Margret Finnbogadottir /  Harpa Hilmisdottir: 21-0 / 21-9
- Cecilie Bjergen /  Trine Villadsen –  Tinna Helgadóttir /  Snjólaug Jóhannsdóttir: 21-13 / 21-14
- Lena Grebak /  Maria Helsbøl –  Lina Dora Hannesdottir /  Jona Kristin Hjartardottir: 21-4 / 21-4
- Ieva Pope /  Kristīne Šefere –  Sara Högnadóttir /  Margrét Jóhannsdóttir: 20-22 / 21-19 / 21-19
- Sara Ortvang /  Claudia Paredes –  Irina Amalie Andersen /  Matilda Petersen: w.o.
- Emilie Juul Møller /  Cecilie Sentow –  Rebekka Findlay /  Caitlin Pringle: 21-14 / 22-20
- Amalie Hertz Hansen /  Ditte Søby Hansen –  Céline Burkart /  Cendrine Hantz: 21-19 / 21-11
- Lena Grebak /  Maria Helsbøl –  Cecilie Bjergen /  Trine Villadsen: 21-7 / 21-14
- Sara Ortvang /  Claudia Paredes –  Ieva Pope /  Kristīne Šefere: 21-12 / 22-20
- Emilie Juul Møller /  Cecilie Sentow –  Amalie Hertz Hansen /  Ditte Søby Hansen: 17-21 / 21-19 / 21-13
- Lena Grebak /  Maria Helsbøl –  Sara Ortvang /  Claudia Paredes: 21-14 / 21-10
- Lena Grebak /  Maria Helsbøl –  Emilie Juul Møller /  Cecilie Sentow: 21-13 / 21-12

### Mixed
- Mads Emil Christensen /  Cecilie Sentow –  Birkir Steinn Erlingsson /  Sara Högnadóttir: 21-13 / 21-8
- Mikkel Kaersgaard Henriksen /  Emilie Juul Møller –  Einar Oskarsson /  Johanna Johannsdottir: 21-11 / 21-14
- Mikkel Stoffersen /  Mathilde Bjergen –  Xuan Nguyen David Phuong /  Arna Karen Johannsdottir: 21-10 / 21-8
- Philip Seerup /  Irina Amalie Andersen –  Davíð Bjarni Björnsson /  Harpa Hilmisdottir: 21-12 / 21-14
- Jeppe Ludvigsen /  Tinna Helgadóttir –  Egill Gudlaugsson /  Rakel Jóhannesdóttir: 21-12 / 21-18
- Lasse Mølhede /  Trine Villadsen –  Kristófer Darri Finnsson /  Margret Nilsdottir: 21-12 / 21-10
- Palmi Gudfinnsson /  Lina Dora Hannesdottir –  Sigurdur Sverrir Gunnarsson /  Margret Finnbogadottir: 21-17 / 19-21 / 21-18
- Oliver Schaller /  Céline Burkart –  Atli Jóhannesson /  Snjólaug Jóhannsdóttir: 21-16 / 21-13
- Mads Emil Christensen /  Cecilie Sentow –  Vignir Haraldsson /  Jona Kristin Hjartardottir: 21-6 / 21-6
- Nicklas Mathiasen /  Cecilie Bjergen –  Mikkel Kaersgaard Henriksen /  Emilie Juul Møller: 21-11 / 21-18
- Mikkel Stoffersen /  Mathilde Bjergen –  Daniel Johannesson /  Sigríður Árnadóttir: 21-15 / 21-13
- Daniel Thomsen /  Margrét Jóhannsdóttir –  Philip Seerup /  Irina Amalie Andersen: 21-16 / 21-18
- Patrick MacHugh /  Rebekka Findlay –  Jeppe Ludvigsen /  Tinna Helgadóttir: 30-28 / 21-17
- Lasse Mølhede /  Trine Villadsen –  Bjarki Stefansson /  Sunna Osp Runolfsdottir: 21-12 / 21-8
- Alexander Bond /  Ditte Søby Hansen –  Palmi Gudfinnsson /  Lina Dora Hannesdottir: 21-12 / 21-9
- Oliver Schaller /  Céline Burkart –  Mads Emil Christensen /  Cecilie Sentow: 21-16 / 14-21 / 21-15
- Nicklas Mathiasen /  Cecilie Bjergen –  Mikkel Stoffersen /  Mathilde Bjergen: 21-16 / 19-21 / 21-13
- Patrick MacHugh /  Rebekka Findlay –  Daniel Thomsen /  Margrét Jóhannsdóttir: 24-22 / 15-21 / 21-9
- Lasse Mølhede /  Trine Villadsen –  Alexander Bond /  Ditte Søby Hansen: 17-21 / 21-16 / 21-17
- Nicklas Mathiasen /  Cecilie Bjergen –  Oliver Schaller /  Céline Burkart: 21-11 / 19-21 / 21-16
- Lasse Mølhede /  Trine Villadsen –  Patrick MacHugh /  Rebekka Findlay: 21-14 / 22-20
- Nicklas Mathiasen /  Cecilie Bjergen –  Lasse Mølhede /  Trine Villadsen: 21-11 / 21-15